# Sclater-ökörszem
A Sclater-ökörszem (Campylorhynchus humilis) a madarak osztályának verébalakúak (Passeriformes) rendjébe és az ökörszemfélék (Troglodytidae) családjába tartozó faj.

## Rendszerezése
A fajt Philip Lutley Sclater ügyvéd és zoológus írta le 1857-ben.

## Előfordulása
Mexikó déli részén honos. Természetes élőhelyei a szubtrópusi vagy trópusi hegyi esőerdők, mangroveerdők és cserjések. Állandó, nem vonuló faj.

## Megjelenése
|  |

## Természetvédelmi helyzete
Az elterjedési területe nagyon nagy, egyedszáma pedig stabil. A Természetvédelmi Világszövetség Vörös listáján nem fenyegetett fajként szerepel.